# Kleinabenberg
Kleinabenberg (fränkisch: Glanohmbärch) ist ein Gemeindeteil der Stadt Abenberg im Landkreis Roth (Mittelfranken, Bayern). Kleinabenberg liegt in der Gemarkung Aurau.

## Geografie
1 Kilometer östlich des Dorfes erhebt sich der Galgenberg (449 m ü. NHN). 0,5 km südlich im Tal fließt der Listenbach, ein rechter Zufluss der Aurach. Im Nordosten liegt das Waldgebiet Heckenlohe, im Nordwesten befindet sich ein Golfplatz. Die Staatsstraße 2220 führt nach Abenberg (1,7 km westlich) bzw. an Aurau vorbei nach Rothaurach (5 km östlich). Eine Gemeindeverbindungsstraße verläuft über Louisenau nach Bechhofen (1,9 km nördlich).

## Geschichte
1356 wurde der Ort als „Wenigen Abenberg“ erstmals urkundlich erwähnt, als die Witwe von Ulrick Hekk ihren Besitz (2 Güter, 1 Seldenhaus, 1 Haus und Hofreit und 6 Teile der dazugehörigen Liegenschaften) an den Eichstätter Bischof Berthold von Zollern für 1300 Pfund Heller verkaufte. Das Lehen gelangte 1360 von der Burggrafschaft Nürnberg durch Tausch mit Niederoberbach ebenfalls an den Bischof von Eichstätt. Kleinabenberg bildete mit Louisenau eine Realgemeinde.
Im Dreißigjährigen Krieg wurde der Ort niedergebrannt. 1637 galt er als unbewohnt, nach einer Beschreibung von 1651 hatte sich an diesem Zustand nichts geändert.
1671 gab es in Kleinabenberg 5 Anwesen, die alle dem Kastenamt Abenberg unterstanden. Das Hochgericht übte das eichstättische Pflegamt Abenberg aus. Gegen Ende des 18. Jahrhunderts gab es im Ort 6 Anwesen (1 Dreiviertelhof, 4 Halbhöfe, 1 Köblergut) und ein Gemeindehirtenhaus. Das Hochgericht übte das Pflegamt Abenberg aus. Die Dorf- und Gemeindeherrschaft und die Grundherrschaft hatte das Kastenamt Abenberg. 1801 gab es ebenfalls 6 Anwesen.
Im Rahmen des Gemeindeedikts wurde 1808 Kleinabenberg dem Steuerdistrikt Asbach und der 1811 gegründeten Ruralgemeinde Aurau zugeordnet. Am 1. Juli 1972 wurde Kleinabenberg im Zuge der Gebietsreform in Bayern in Abenberg eingegliedert.
Seit 1967 gibt es die Kirche zur Heiligen Dreifaltigkeit.

### Baudenkmäler
In Kleinabenberg gibt es vier Baudenkmäler:
- Zwei Bildsäulen
- Wegkapelle
- Wegkreuz

### Einwohnerentwicklung
| Jahr      | 001818 | 001840 | 001861 | 001871 | 001885 | 001900 | 001925 | 001950 | 001961 | 001970 | 001987 |
| Einwohner | *77    | 30     | *61    | 45     | 62     | 57     | 60     | 61     | 48     | 63     | *86    |
| Häuser    | *13    | 7      |        |        | 10     | 9      | 11     | 9      | 10     |        | *27    |
| Quelle    | [ 17 ] | [ 18 ] | [ 19 ] | [ 20 ] | [ 21 ] | [ 22 ] | [ 23 ] | [ 24 ] | [ 25 ] | [ 26 ] | [ 1 ]  |

## Religion
Der Ort ist römisch-katholisch geprägt und bis heute nach St. Jakobus (Abenberg) gepfarrt. Die Einwohner evangelisch-lutherischer Konfession sind nach St. Jakobus (Dürrenmungenau) gepfarrt.